# Пентаборати
Пентаборати (рос. пентабораты, англ. pentaborates, нім. Pentaborate n pl) — мінерали — солі пентаборних кислот — Н3В5О9 і НВ5О8. Представлені водними подвійними солями натрію і кальцію та диморфною сіллю амонію. Найпоширеніший — боронатрокальцит.